# 래피얼 스바지
래피얼 스바지(Raphael Sbarge, 1964년 2월 12일 ~ )는 미국의 배우, 영화 제작자이다.

## 출연 작품

### 영화
- 위험한 청춘 (1983)
- 욕망이라는 이름의 전차 (1984) - 텔레비전 영화
- 청춘의 승부 (1985, Vision Quest)
- 러브 펀치 (1985, My Man Adam)
- 마지막 과학 숙제 (1985, My Science Project)
- BBC 클럽 (1987, Billionaire Boys Club)
- 디어 아메리카 (1987, Dear America: Letters Home from Vietnam)
- Prison for Children (1987)
- 최후의 카운트다운 (1988, Miracle Mile)
- 돌아온 톰 소여와 허클베리 핀 (1990)
- 살인 지령 101 (1991, Murder 101)
- Final Verdict (1991)
- 메시지 (1992, A Message from Holly)
- 카르노사우르 (1993)
- 히든 2 (1994)
- 인디펜던스 데이 (1996)
- Deadly Web (1996)
- 토이랜드 (1997, Babes in Toyland) - 목소리
- 브레스트 맨 (1997, Breast Men)
- 에이 티 에프 (1998, A.T.F.)
- 병 속에 든 편지 (1999)
- 도로시 댄드리지 (1999, Introducing Dorothy Dandridge)
- 샤일로 2 (1999, Shiloh 2: Shiloh Season)
- The Fair (1999)
- 진주만 (2001)
- 홈 룸 (2002, Home Room)
- 워크 앤 더 글로리 2 - 아메리칸 자이언 (2005, The Work and the Glory: American Zion)
- Gardens of the Night (2008)
- Taken Away (2014)
- 더 듀얼 (2016)
- The Bird Who Could Fly (2017) - 단편
- 엑소시스트: 믿는 자 (2023)

### 텔레비전
- 가디언 (2001-04)
- CSI: 과학수사대 (2004, 2010)
- CSI: 뉴욕 (2005)
- ER (2005)
- Journeyman (2007)
- 프리즌 브레이크 (2008-09)
- 더 영 앤 더 레스트리스 (2009)
- 덱스터 (2010)
- 원스 어폰 어 타임 (2011-18)
- 머더 인 더 퍼스트 (2014-16)